# Steve Downing
Steve Downing é um ex-jogador de basquete norte-americano que foi campeão da Temporada da NBA de 1973-74 jogando pelo Boston Celtics.